# Günther Maria Garzaner

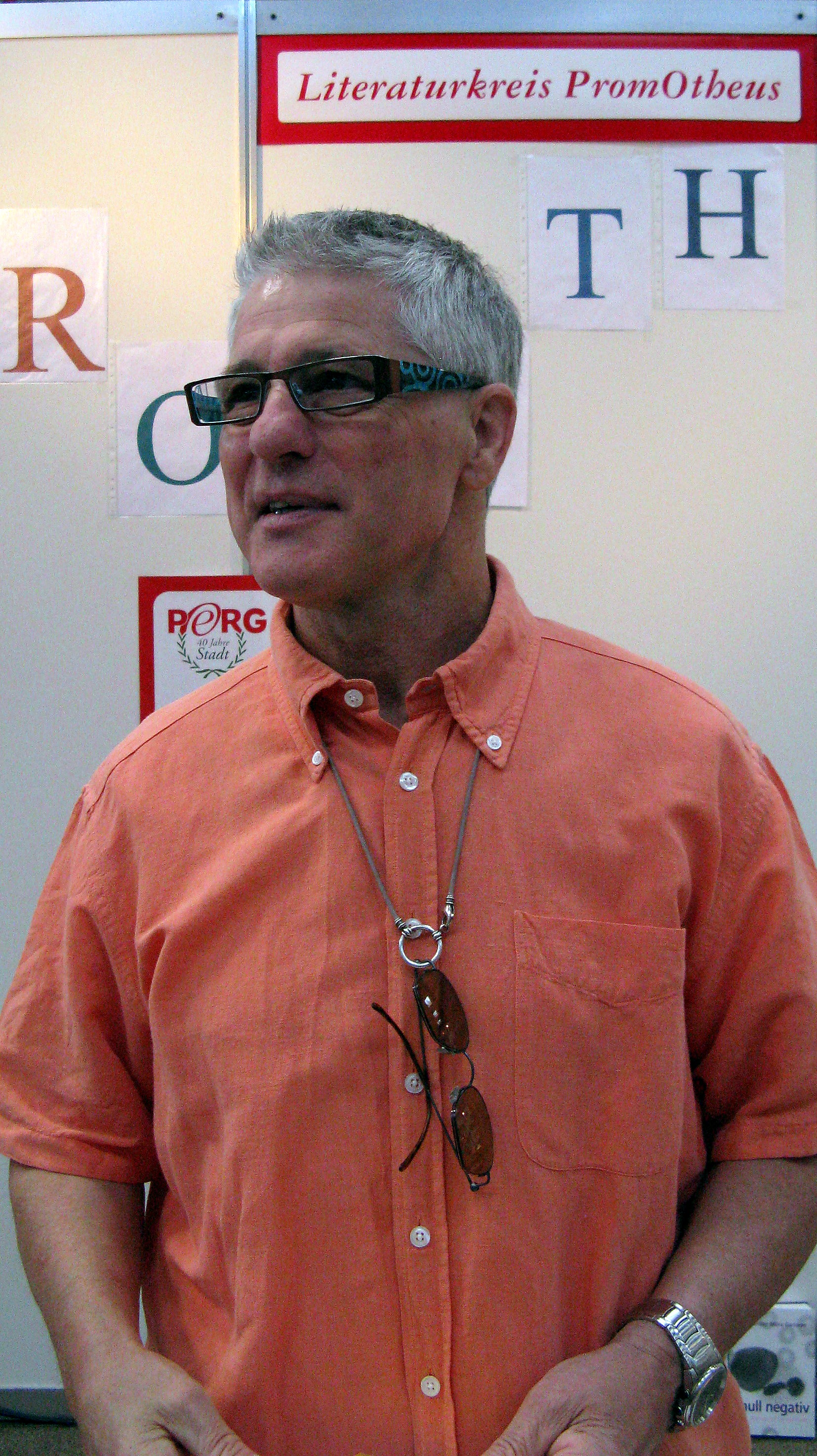
Günther Maria Garzaner (2009)

Günther Maria Garzaner, eigentlich Günther Helmuth Alois Garzaner (* 16. Dezember 1951 in Schwaz, Tirol; † 27. Jänner 2015) war ein österreichischer Schriftsteller.

## Leben
Garzaner erlernte den Beruf des Elektromechanikers und arbeitete zehn Jahre als Techniker bei Rank Xerox, später zehn Jahre als Vertriebsmitarbeiter von Bertelsmann. Im Jahr 1991 zog er nach Perg, Oberösterreich, und arbeitete dort seit 1999 als selbständiger EDV-Fachmann für Zeiterfassungs- und Zutrittskontrollgeräte. Aus gesundheitlichen Gründen (Amyloidose) musste er 2007 in Frühpension gehen.
Von 1984 bis 1988 besuchte er die IFS – Schule des Schreibens an der Axel Andersson Akademie (heute Hamburger Akademie für Fernstudien) in den Fachbereichen Grundlagen, Belletristik, Journalistik. Von 1996 bis 1998 verfasste er Texte für die Audio-CD der Band Die Haderlumpen, von 1998 bis 2006 schrieb er den Roman Null Negativ.
Ab 2003 nahm er an diversen Schreibwerkstätten und bei der Theatergruppe Perg teil. Er wurde 2007 Vorstandsmitglied beim Stelzhamer-Bund (Neue Mundart). Im Jahr 2004 trat er der IG Autorinnen Autoren Österreichs bei, gewann mit Prosa-Texten beim Linzer Kulturfrühling und erreichte 2008 das Finale beim ORF Hörspielwettbewerb Track 5 im ORF.
Ende 2004 wurde er als Mitglied in den Österreichischen P.E.N.-Club aufgenommen. Im Jahr 2005 wirkte er als Mitbegründer und Leiter der Schreibwerkstätten PromOtheus in Freistadt, Linz und Perg (Oberösterreich). Von 2005 bis 2010 erschien die wöchentliche Kolumne Pergpredigt in der lokalen Presse (Perger und Tips).
Garzaner verfasste Essays, Kurzgeschichten und Romane. Nach dem Tode seiner Mutter entstanden etwa 1200 Gedichte in Hochsprache und Mundart mit experimentellem, skurrilem und ironischem Hintergrund.
Er war Funkamateur und betrieb die österreichische Amateurfunkstelle mit dem Rufzeichen OE5KEO.
Garzaner war Vater von vier Töchtern. Er verstarb am 27. Jänner 2015.

## Werke
- Ein Glas voller Gedanken. Denkmayr, ISBN 3-902257-68-7 (Gedichtband)
- Querfeldüber – Lyrik und ähnliches. Denkmayr, ISBN 3-902488-42-5 (Lyrikband)
- Null Negativ. Denkmayr, ISBN 3-902488-58-1 (Roman für Gleitzeitleser, Kurzgeschichten – eingewoben in einen Roman)
- Ladetätigkeit. Denkmayr, 2007, ISBN 978-3-902598-22-6 (bissige Lyrik)
- Wegen Eröffnung geschlossen. Denkmayr, ISBN 978-3-902598-92-9 (Kurzgeschichten für Intellecktuelle)
- Geduld bringt Neurosen. Kolumnen mit Josef Speckbacher 2005–2010. Herausgeber: Tips Zeitungs GmbH & Co KG, Linz 2010, ISBN 978-3-85358-004-2.
- Gräuliche Weißheiten. Für literarisch interessierte Asthmatiker. 2012, ISBN 978-3-200-02538-7.
- Der Mann am Dach. Roman. 2013.

## Medien
- Autorenporträt Günther Maria Garzaner bei Cultural Broadcast Archive vom 22. September 2009 abgefragt am 31. Jänner 2015